# 芽むしり仔撃ち
『芽むしり仔撃ち』 (めむしりこうち) は、1958年に講談社から出版された大江健三郎（当時23歳）の初の長編小説である。

## あらすじ
太平洋戦争の末期、感化院の少年たちは山奥の村に集団疎開する。その村で少年たちは強制労働を課されるが、疫病が発生したため村人たちは他の村に避難し、唯一の出入り口であったトロッコは封鎖され、少年たちは村に閉じ込められてしまった。見棄てられたという事実、目に見えぬ疫病に対する不安、突然顕われた自由に対して途方に暮れた時を越えて、子供たちは、自然の中で生を得て祭を催すにいたる。
少年たちは閉ざされた村の中で自由を謳歌するが、やがて村人たちが戻って来て、少年たちは座敷牢に閉じ込められる。村長は村での少年たちの狼藉行為を教官に通知しない替わりに、村人たちはいつも通りの生活を送っていて疫病も流行していなかったことにしろという取引を強要してくる。少年たちは当初は反発したが、やがて次々と村長に屈服してゆく。そして最後まで村長に抵抗する意志を捨てなかった「僕」は村から追放される。

## 備考
大江自身は2001年実施のインタビューに「今でも好きな小説」だという。